# Édit Sakoku de 1635
L'édit Sakoku (鎖国令, Sakoku-rei) de 1635 est le troisième d'une série promulguée par le shogun Tokugawa Iemitsu de 1633 à 1651. Il est considéré comme un révélateur précoce du désir japonais à l'isolement, appelé isolationnisme. Ce décret est l'un des nombreux décidés par Iemitsu pour éliminer l'influence catholique et renforcer le pouvoir du gouvernement. L'édit de 1635 est rédigé par deux officiels de Nagasaki, ville portuaire du Sud-Ouest du Japon.

## Le Japon avant l'isolement
Avant la mise en vigueur des édits sur l'isolement du pays en 1633, l'attrait des Japonais pour les produits européens nourrissait un fructueux commerce. Des biens comme les lunettes de vue, les horloges, les armes à feu ou les canons étaient très demandés au Japon.
Avec l'échange des biens vint l'échange des idées. Des missionnaires chrétiens, comme François Xavier, furent les premiers étrangers à se rendre au Japon pour prêcher leur foi. Pendant quelque temps, ils furent encouragés à « éclairer » le peuple japonais, et même Oda Nobunaga, durant son règne de maître du Japon dans les années 1570 et 1580, encourageait la conversion des Japonais au catholicisme. Sa rivalité avec ses rivaux bouddhistes le poussait à autoriser l'activité des missionnaires catholiques au Japon. À Kyoto, capitale du Japon à l'époque, une importante partie de la population fut convertie au catholicisme dès le XVIIe siècle.
Sous le règne de Toyotomi Hideyoshi, le successeur de Nobunaga, qui dirigea le Japon de 1582 à 1598, des opinions anti-européennes commencèrent à apparaître en raison d'abord de l'apparence intimidante des missionnaires. Leurs armes modernes amenaient le doute et la méfiance parmi les Japonais. De plus, à la suite de la conquête des Philippines par les Espagnols, Hideyoshi était convaincu qu'ils n'étaient pas dignes de confiance. Les véritables motivations des Européens furent rapidement au centre des débats.
Les convertis au Catholicisme furent interrogés sur leur loyauté au Japon, Hideyoshi ordonna la crucifixion de neuf missionnaires catholiques et dix-sept convertis japonais (les martyrs du Japon). Ce fut le début des hostilités contre l'influence européenne. Persécutions, exécutions et abjurations forcées éliminèrent la communauté chrétienne pour des décennies.

## Décrets de l'édit
Les points importants de l'édit de 1635 sont :
- Les Japonais doivent rester au Japon. De sévères règles sont mises en place pour les empêcher de partir à l'étranger et les tentatives sont passibles de la peine de mort. Les Européens qui entrent illégalement au Japon sont également passibles de la peine de mort.
- Le catholicisme est strictement interdit. Ceux qui pratiquent la foi chrétienne sont désormais soumis à des contrôles et toute personne associée au Catholicisme est punie. Afin d'encourager la recherche de ceux qui pratiquent toujours le Christianisme; des récompenses sont offertes aux personnes disposées à les dénoncer. La prévention des activités missionnaires est également mentionnée dans l'édit, aucun missionnaire n'est autorisé à entrer au Japon, et s'il est appréhendé par le gouvernement, il devra faire face à de lourdes condamnations.
- Des restrictions commerciales et des quotas stricts sont mis en place pour limiter le commerce extérieur à quelques ports, tout comme des restrictions sur les marchands. Les relations avec les Portugais sont définitivement rompues. L'activité des marchands chinois et de ceux de la compagnie néerlandaise des Indes orientales est restreinte à des enclaves spéciales à Nagasaki. Le commerce avec la Chine est également mené par le royaume de Ryūkyū, semi-indépendant et vassal du shogunat, avec la Corée via le domaine de Tsushima, et avec le peuple Aïnou via le clan Matsumae.

## Mise en application
Afin de faire respecter l'édit, des méthodes sont établies pour détecter ceux qui pratiquent toujours le Catholicisme. Créées par un homme nommé Inoue Chikugo-no-kami, elles furent fixées pour appliquer les décrets de l'édit. Les cérémonies de fumi-e étaient déjà considérées comme une méthode pour repérer les Chrétiens : pour arrêter toute personne toujours loyale à la foi chrétienne, une image ressemblant à Jésus ou Marie était posée sur le plancher d'une pagode et toutes les personnes à l'intérieur du bâtiment devaient marcher dessus à tour de rôle. Si de l'hésitation était visible, ou si de la réticence était détectée, alors la personne était automatiquement suspectée et sujette à une enquête.
Des récompenses financières étaient aussi offertes à quiconque apportait des informations sur une violation de l'édit. Toute personne suspectée de ne pas tenir compte du décret subissait une enquête approfondie, et des condamnations suivaient généralement. Les autorisations aux navires étrangers étaient strictement réglementées, seules quelques embarcations spécifiques étaient autorisées à accoster au Japon, et les marchands devaient obtenir des licences spéciales pour commercer. Bien que le commerce avec l’extérieur ne fut jamais totalement coupé, il devint de plus en plus rare. Pour décourager ceux qui voulait adopter quoi que ce soit d'européen, les Tokugawa punissaient toute personne qui s'en rendait coupable. Beaucoup furent torturées en public et souvent exécutées par la suite.

## Après l'édit
Du fait de l'importance de l'édit, d'autres du même genre furent promulgués par la suite. Par exemple, l'édit détaillant l'exclusion des Portugais en 1639. Cette politique isolationniste prit fin quelques années avant l'ère Meiji, en 1853, par la convention de Kanagawa sous les pressions du commodore Matthew Perry. Bien que l'arrêt de la politique d'isolement n'était pas volontaire, le Japon et les États-Unis signèrent le 29 juin 1858 le traité Harris. La signature de ce document permit d'ouvrir de nombreux ports au commerce étranger comme Edo, Kobé, Nagasaki, Niigata ou Yokohama.

## Source de la traduction
- (en) Cet article est partiellement ou en totalité issu de l’article de Wikipédia en anglais intitulé « Sakoku Edict of 1635 » (voir la liste des auteurs).